# ハンプシャー
ハンプシャー（Hampshire, 略称：ハンツ（Hants））は、イギリスのイングランド南岸にある行政区域で、ハンプシャー州 (the county of Hampshire, Hampshire county) とも呼ばれている。接している州は（西から時計回りに）ドーセット州、ウィルトシャー、バークシャー、サリー、ウェスト・サセックスで、面積は1455平方マイル (3,769km2) で、東西約55マイル (90km)、南北40マイル (65km) 、州都は北緯51度03分35秒 西経1度18分36秒 / 北緯51.05972度 西経1.31000度にあるウィンチェスター、人口は2001年の国勢調査によると、公式の区域では124万人、行政上は独立しているポーツマスとサウサンプトンを含めると計160万人である。
海辺のリゾート地、ポーツマスの軍港、ビューリーの自動車博物館などの観光名所があるため、休日の行楽地として人気がある地方である。ニューフォレスト国立公園は南ダウンズの広大な地域として国立公園になる予定の州境にある。ハンプシャーはイギリス海軍と古くから関係があるほか、イングランドの主要港のうち2つが州内にある。作家ジェーン・オースティンやチャールズ・ディケンズの住まいがあることでも知られる。

## 地理
ハンプシャーの地形は2種類に分かれる。南部は海岸沿いに、ハンプシャー盆地が広がる。この地域は比較的浸食に弱い始新世および漸新世の粘土や礫岩からなるが、パーベック半島やドーセット、ワイト島が海水による浸食を防いできた。こうした低く平らな土地は、ニュー・フォレストを形成する広大な地域のヒースと森林地帯を支えている。ニュー・フォレストはヒース、大草原、針葉樹林、広葉樹林がモザイク状に広がる地域で、多様な野生生物が棲息している。森林は景観と野生生物を守るために、開発と農業利用が制限される国立公園となっている。ニューフォレストの広大な地域は、一般の利用が可能で、家畜の牛、豚、馬、数種類の野生の鹿などの牧草地によって牧草地としての極相を保っている。脆い岩と低地に流れ込む潮位の変化による侵食は、数箇所の大きな河口とリアス式海岸を形成し、特に12マイル (19km) にわたってサウサンプトン・ウォーター（水道）と大きく入り組んだポーツマス港を作り上げている。ハンプシャーの沿岸に位置するワイト島は、侵食で形成されたソレント海峡によってグレートブリテン島と隔てられた。
ハンプシャーの北部および中部のソールズベリ平原とサウス・ダウンズではチョークが基層になっており、南の粘土層との境界地帯には急傾斜地がみられる。丘陵地は、北のテムズ川流域にかけては勾配が急で、断崖となっているが、南はなだらかな傾斜になっている。ハンプシャーの最高地点は、高度286m（938ft）のパイロットヒルである。低地は野生の花と昆虫にとって重要な石灰質の牧草地になっている。嘗てハンプシャーは殆ど農業に適していない土地だったが、20世紀前半に食料需要が増えたことで低地の農地開発が行われた。広大な低地は東ハンプシャー特別自然美観地域に指定され、農業によるダメージから保護されている。イッチェン川とテスト川は、森林渓谷を通ってサウサンプトン・ウォーターに流れ込む鱒の生息する川である。ダウンズの渓谷に位置するセルボーンとその周辺は、自然史におけるギルバート・ホワイトの先駆的観測地であった。
海沿いに位置しながらも大西洋沿岸の厳しい気候からは保護されているハンプシャーは、英国諸島の殆どの地域より温暖である。イギリスの年平均気温が摂氏10. 2度から12度なのに対し、ハンプシャーの年平均気温はこれより高く、年平均降雨量は741～1060mm、年間の平均日照時間は、1541時間を超えている。

## 歴史
南ダウンズの白亜低地とソールズベリー平野の南縁は、新石器時代に開拓され、当時の開拓者は、丘状の堡塁を造り、ハンプシャーの渓谷を農地にしたかも知れない。ハンプシャーはケルト族がGwentやY Wentと名付けた地域にあり、サマーセットとウィルトシャーを含んでいる。ローマの支配を受けた時代、ハンプシャーは侵略軍に最初に攻め落とされた一つである。ハンプシャーはサクソン族が支配するまでジュート族に占領された。ハンプシャーは755年に作られた記録のあるサクソン族の国の一つだが、ドーセットとサマセットはブリトン族に撃退されたので、2世紀に亘ってサクソン族の支配が及ぶ西の端であった。西ハンプシャーに侵攻したサクソン族がウェセックス王国の中心になってから多くのサクソン王がウィンチェスターに埋葬された。ウィンチェスターの銅像は、9世紀にこの地域を安定させたアルフレッド大王を称えている。

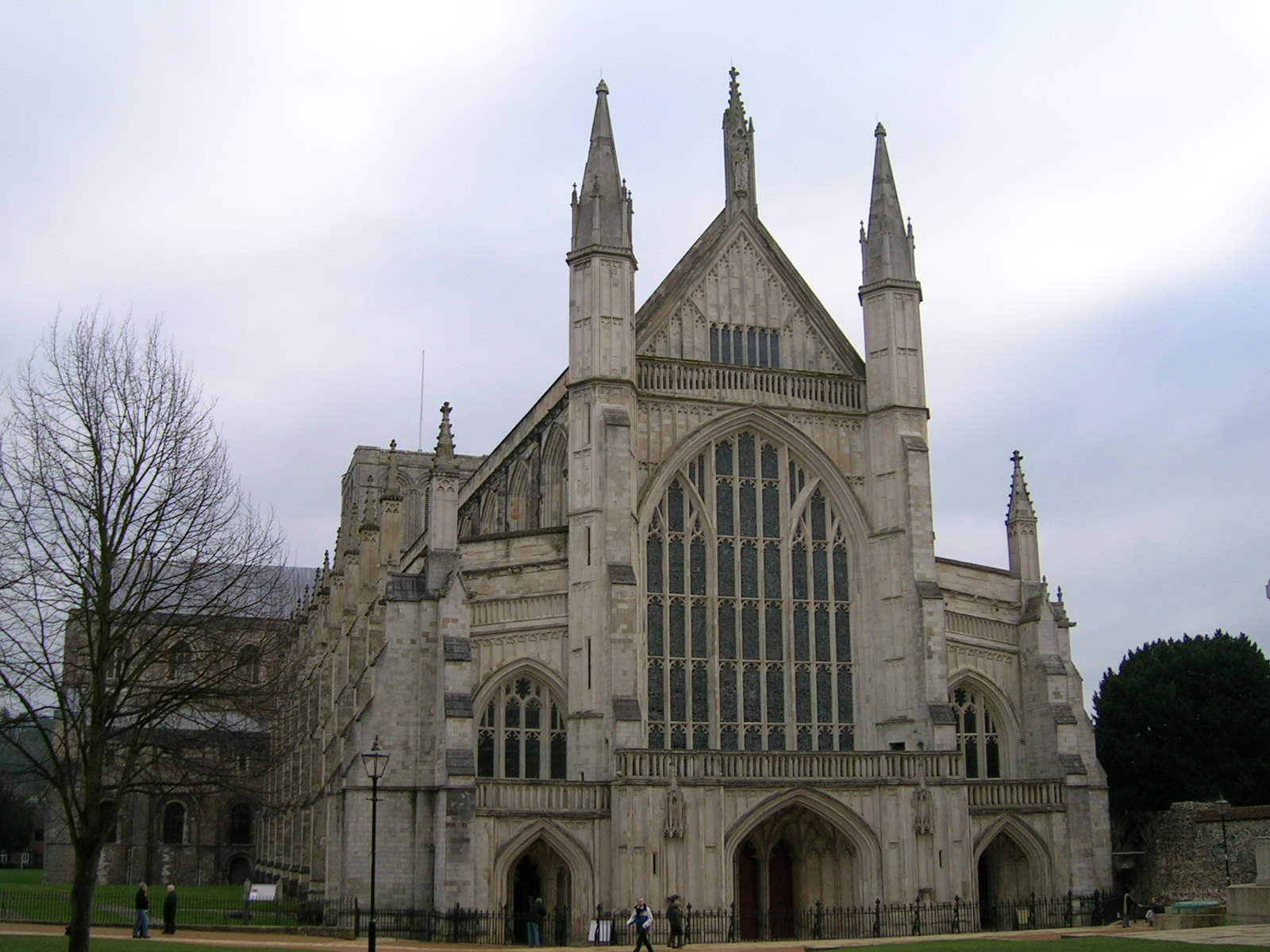
ウィンチェスター大聖堂

ノルマン人征服期以降は狩猟の森としてニューフォレストを作ったノルマン王お気に入りの場所であった。44の村落に分かれていたとドゥームズデイ・ブックに記録されている。12世紀から港が重要になってゆき、大陸との貿易で栄え、毛織物、布、漁業、造船業が興った。
数世紀以上城と城砦の数々がサウサンプトンとポーツマスの港を守るためにソレントの海岸沿いに造られた。ポーツマス港を見渡せるノルマン式のポーチェスター城があり、ソレントの河口の砂嘴に位置するハースト城とサウサンプトン・ウォーターの河口の砂嘴にあるキャルショット城、ネットレー城など城砦の数々がヘンリー8世により建設された。サウサンプトンとポーツマスは、深いところでもコンバインシェルターが使える数少ない場所であるために、プールとブリストルのような競争相手が衰退しても、今も重要な港になっている。サウサンプトンはメイフラワー号やタイタニック号などの有名な船が多く母港とした港で、後者はハンプシャーっ子が沢山乗り組んでいた。
ハンプシャーは第二次世界大戦でポーツマスが軍港、オルダーショットが陸軍基地、サウサンプトン・ウォーターがネットレー軍病院として、ソールズベリー平野とパーベックの訓練区域に近いことと併せて重要な役割を演じた。スピットファイアなどの空軍機を設計、製造したスーパーマリンは、サウサンプトンに拠点を置いていたため、同市は厳しい都市爆撃にさらされた。今もポーツマスはイギリス海軍、オルダーショットはイギリス陸軍、ファーンボロはイギリス空軍のそれぞれ主要な基地のひとつになっている。
ハンプシャーは嘗て「サウサンプトンシャー」と呼ばれ、ヴィクトリア朝の地図にはそのように載っている。この名称は正式には1959年4月1日にカウンティ「サウサンプトン」からカウンティ「ハンプシャー」に変更された。郵便の宛名には良く省略したHantsが使われている。
ワイト島は古くから一定の目的でハンプシャーの一部として扱われてきたが、行政機構は1世紀以上独立した形になっていて、1890年に独自の州評議会が作られている。ワイト島は1974年に完全な形式上の州になった。警察と保険行政以外はワイト島とハンプシャーには公式には行政上の関係はないが、多くの機関が、依然としてハンプシャーとワイト島で連携している。
ボーンマスとクライストチャーチの町も、古くからのハンプシャーの町だが、1974年の地方制度改革でドーセットに移った。

## 経済

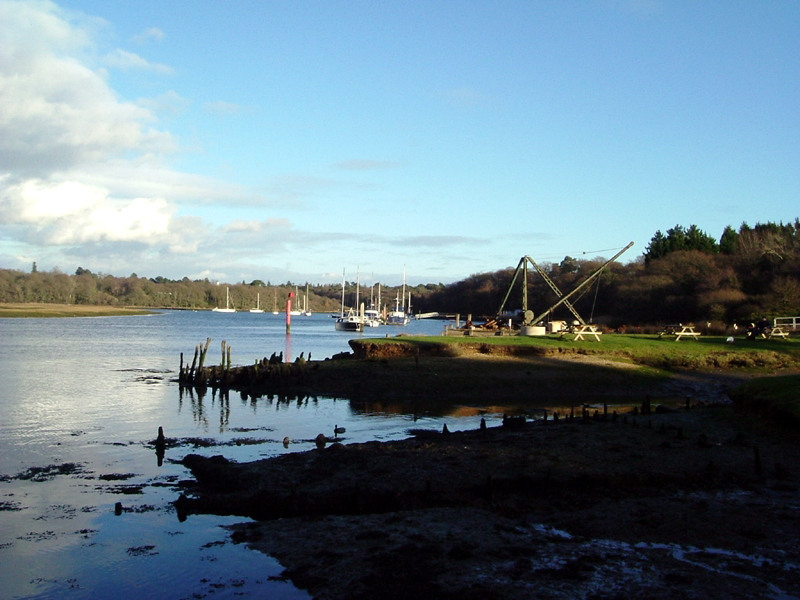
ビューリー川

ハンプシャーは比較的豊かな州で、域内総生産 (GDP) は229億ポンド（サウサンプトンとポーツマスを除くと163億ポンド）である。この数値はイングランドで6番目の規模で、北アイルランドと同規模で、それぞれ全体としてイギリス経済の2%を占めている。
ポーツマスとウィンチェスターは、州で最も高い労働人口密度で、したがって都市部に通勤する人の割合が高い。サウサンプトンは仕事の数が最も多く、市内外から通勤する人が多い。ハンプシャーは失業率が全国平均より低く（全国平均が3.9%の年に1.9%）、2005年3月現在1.1%に低下している。全国平均が42%なのに対して、39%が大企業で働いている。ハンプシャーは工場部門を除いてハイテク産業で働く割合が全国平均より高い。人口の25.21%が、公営企業で働いている。
ハンプシャーの農村部の多くが、伝統的に農業に頼っているが、周辺のほとんどの州より農業の割合は低く、ほとんど酪農に集中している。雇用との関係では農業は20世紀前半から重要度は減ってきていて、現在農業に従事しているのは、人口の1.32%である。ハンプシャーは長らく猪とベーコンの原料になる帰化動物の「ハンプシャー豚」と関係がある。

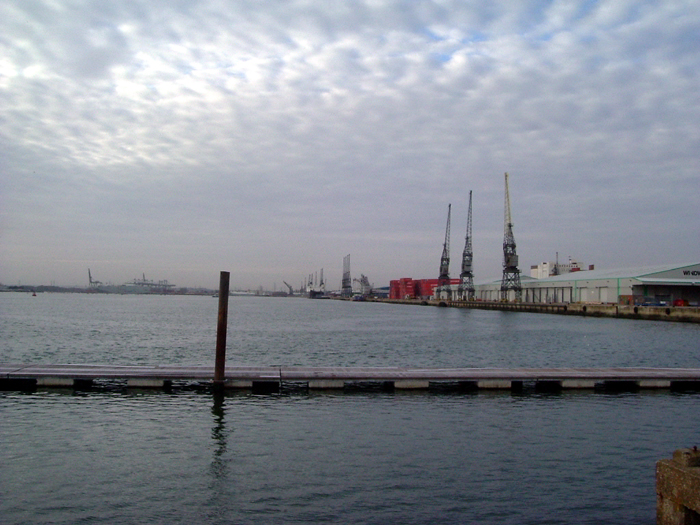
サウサンプトンドック

ニューフォレスト区域は国立公園で、ここでは観光が1992年に750万人が訪れる重要な経済になっている。南ダウンズとサウサンプトンとウィンチェスターの都市も観光客を呼び込んでいる。サウサンプトンボートショーは1年で最大の催し物の一つで、ハンプシャー全域から人々が訪れている。2003年は全部で日帰りの観光客が3,100万人、長期滞在が4,200万人いた。
サウサンプトンとポーツマスの都市は、どちらも重要な港湾都市で、サウサンプトンはコンテナー貨物輸送の割合が高く、ポーツマスは海軍基地がある。ドックは大量の雇用を生み出してきたが、再び機械化で経済の多様化に直面している。

## 人口
2001年の国勢調査 によると、サウサンプトンとポーツマスを含む州の人口は1,644,249人、含まない人口は1,240,103人で、217,445人がサウサンプトンに住み、186,701人がポーツマスの人口である。両市を含まない人口は、1991年の統計より5.6%増え、ポーツマスに変動がないのに対してサウサンプトンは6.2%増となっていて、全体としてイングランドとウェールズの増加率2.6%に匹敵する伸びである。イーストレイとウィンチェスターは、それぞれ最速の9%の増加率である。年齢構成は全国平均と類似している。
住民の96.73%はハンプシャー生まれだが、サウサンプトンは92.34%に低下している。主だった少数民族は、アジア系が1.34%、混血が0.84%となっている。0.75%が外国からの移民である。73.86%がキリスト教、16.86%は特定の宗教がない。キリスト教以外ではイスラム教（0.76%）とヒンドゥー教（0.33%）が主な宗教である。

## 政治
ハンプシャーは17の選挙区に分かれている。10選挙区が保守党議員、4選挙区が自由民主党議員、3選挙区が労働党議員が選ばれている。労働党はサウサンプトン選挙区（テストとイッチェン）とポーツマス北選挙区などの大都市から選ばれている。保守党は殆どが農村部の選挙区（オールダーショット選挙区、ニューフォレスト西選挙区、ニューフォレスト東選挙区、ハンプシャー東北選挙区、ハンプシャー東選挙区、ハヴァント選挙区、ゴスポート選挙区、フェアハム選挙区）から選ばれている。自由民主党はウィンチェスター選挙区、ロムジー選挙区、ポーツマス南選挙区、イーストレイ選挙区から選ばれ、いずれも町の周辺に地盤がある。
2005年、ハンプシャー評議会選挙で保守党が43.69%、自由民主党が36.01%、労働党が16.08%を獲得した。したがって、46議席が保守党、28議席が自由民主党、4議席が労働党に割り振られた。サウサンプトン市評議会は州から完全に独立しているが、18議席が自由民主党、15議席が労働党、15議席が保守党に割り振られている。ポーツマス市評議会は同様に独立しているが、20議席が自由民主党、18議席が保守党、7議席が労働党、1議席が無所属となっている。

## 市町村
ハンプシャーの州都は嘗て古代ウェセックス王国の都だったウィンチェスターである。サウサンプトンとポーツマスの港湾都市は、1977年に独立した独自の行政機構として分かれたが、依然形式上はハンプシャーに含まれている。フェアハム、ゴスポート、ハヴァントは、この2つの大都市に挟まれた海岸に沿って延びる広域都市圏にあって発展してきた。サウサンプトン大学とサウサンプトンソレント大学（旧サウスハンプトン専門学校）のあるサウサンプトン、ポーツマス大学のポーツマス、ウィンチェスター大学（旧ウィンチェスター大学学寮部（アルフレッド王大学））のウィンチェスターの3市は全て大学都市である。
ハンプシャーはロンドン周辺の開発制限区域の外側にあるが、首都と結ぶ鉄道と自動車道に恵まれ、南東部は共通して1960年代から宅地開発が進んでいる。北部のベイジングストークは州都から企業と金融の中心部が広がってきている。オーダーショット、ポーツマス、ファーンボローは、それぞれ陸軍、海軍、空軍と強い結びつきのある都市である。ハンプシャーにはアンドーヴァー、ビショップスウォルサム、リミングトン、ピータースフィールド、リングウッド、ロムゼー、ホイットチャーチという市場町もある。
人口別の都市名（2004年現在）
- サウサンプトン - 221,100
- ポーツマス - 188,700
- ハヴァント - 116,300
- フェアラム - 107,977
- ウィンチェスター - 35,200

## 文化、芸術、スポーツ
ハンプシャーは豚や猪と古くから関連があり、18世紀からハンプシャーっ子は「ハンプシャーの豚」として知られている。
ハンプシャーは文学と関連があり、ジェーン・オースティン、チャールズ・ディケンズ、ウィルバート・オードリー、チャールズ・キングズレーなどの作家の生誕地である。父親がスティーヴントン教区牧師であったため、オースティンはハンプシャーで人生の大半を過ごし、作品は全てハンプシャーで書き上げた。
ハンプシャーはヴィジュアルアートとも関係がある。ジョン・エヴァレット・ミレーはハンプシャーっ子だという。L.S.ローリーやJ. M. W. ターナーは、州内の都市や田舎を作品の主題とした。
ハンプシャーはまた、探検家ローレンス・オーツ、俳優のコリン・ファースとマーティン・フリーマンの生誕地である。
ハンプシャーの水域は比較的安全なために、多くのヨットクラブと数件の工場がソレント海峡にある。そのため、イギリスで最も船の往来の多い地域となった。
クリケットはイングランド南東部で大いに発展し、1750年にハンブルドンで結成されたチームは、イングランドで初めてできたチームの一つである。ハンプシャー・クリケットチームは今日シェーン・ウォーンを主将に第一級のチームに成長している。
その他、ハンプシャーにはFAプレミアリーグのサウサンプトンFCやフットボールリーグ2のポーツマスFCといったサッカークラブがある。両クラブは古くから激しく対立してきた。
ハンプシャーの州花は、プラントライフによるとイヌバラである。

## 交通機関
サウサンプトンとイーストレイを結ぶ鉄道駅のあるサウサンプトン空港とワイト島やヨーロッパ大陸と結ぶイギリス海峡（ラマンシュ海峡）を横断するフェリーがある。ロンドンからウェイマスまでの南西本線は、ウィンチェスターとサウサンプトンを通り、ブリストルからポーツマスまでのウェセックス本線も、ハンプシャーを通っている。M3自動車道はロンドンと結んでいる。ウィンチェスター近郊を走るトワイフォード草丘の建設は、古代に人々の往来があった場所（ドンガス道）と考古学上の著しい特徴がある場所を通ることから論争を呼び起こしている。M27自動車道は主な広域都市圏に向かうバイパス道と南部の海岸の村落を結ぶ道路になっている。他に重要な道路としてA3、A31、A36がある。
ハンプシャーの自動車所有率は高く、イングランドとウェールズが自家用車のない割合が26.8%なのに対して15.7%となっている。電車（通勤では4.1%に対して3.2%）とバス（7.4%に対して3.2%）を利用する平均率は低いが、自転車（2.7%に対して3.5%）と自動車（55.3%に対して63.5%）は高くなっている。